# Харди, Алистер
Алистер Харди (англ. Alister Clavering Hardy; 10.02.1896, Ноттингем, Англия — 22.05.1985, Оксфорд) — британский морской биолог, специалист по морским экосистемам. Эмерит-профессор Оксфорда. Лауреат Темплтонской премии (1985).
В 1914 году поступил в оксфордский Эксетерский колледж. Однако его образование было прервано участием в Первой мировой войне. После он вернулся в Оксфорд и окончил его с отличием в 1921 году.
С 1942 года королевский профессор естественной истории Абердинского университета. Спустя три года занял должность Линакр-профессора зоологии в Оксфорде. С 1963 года в отставке.
Член Лондонского королевского общества (1940).
За свои достижения в морской биологии в 1957 году был посвящён в рыцари. В 1939 году был удостоен научной медали от Зоологического общества.
В 1960 году опубликовал акватическую гипотезу происхождения человека.
В 1927 женился на Сильвии Гарстанг (Sylvia Garstang), имел детей.